# ركن الدين كايكوس
ركن الدين كايكَوس (بالبنغالية: রুকনউদ্দীন কায়কাউস)‏ (حكم: 1291-1300 م) كان سلطان سلطنة لاخناوتي في البنغال. في عام 1291 خلف والده ناصر الدين بوغرا خان وحفيد لغياث الدين بلبن ألغ خان سلطان دلهي
.  في العديد من النقوش والعملات المعدنية، صمم نفسه على أنه (السلطان، ابن السلطان) وأيضًا (سلطان السلاطين). 

## التاريخ
خلال فترة حكمه، قام بتقسيم مملكته إلى قسمين - بهار ولاخناوتي. عين اختيار الدين فيروز إتجين حاكم بيهار وشهاب الدين ظفر خان بهرام إتجين حاكم لخناوتي. استولى ظفر خان إيتجين على مدينة ساتغاون في جنوب غرب البنغال. امتدت مملكته إلى بيهار في الغرب وديفكوت في الشمال وساتجون في الجنوب. وضع مملكة شاسعة تحت سيطرته. كما أقر سلطان دلهي علاء الدين خلجي هيمنة كايكوس المستقلة على البنغال.
| سبقه ناصر الدين بغرا خان | سلطان مستقل للبنغال 1291-1300 | تبعه شمس الدين فيروز شاه |